# Puente de San Lázaro (Plasencia)
El puente de San Lázaro es uno de los puentes históricos que cruzan el río Jerte en la ciudad española de Plasencia, en la provincia de Cáceres.
Es de origen medieval, aunque el actual puente es una reconstrucción terminada en 1538. Une los barrios de San Lázaro y Río Jerte y junto a su extremo occidental se ubica la ermita de San Lázaro.

## Localización
Se ubica al oeste del casco antiguo de la ciudad, unos cien metros cuesta abajo desde la puerta de Coria. El puente une los barrios de San Lázaro (al oeste y margen izquierda) y Río Jerte (al este y margen derecha), y en su extremo occidental se ubica la ermita de San Lázaro. Los puentes más próximos en el río son el puente de Tenerías (unos cien metros río arriba, al sur) y un pequeño puente peatonal en el entorno del Cementerio Judío (unos ciento cincuenta metros río abajo, al noroeste).
Según el diccionario de Madoz, de mediados del siglo XIX, la función histórica del puente de San Lázaro era dar acceso al "camino de la sierra de Gata y Ciudad Rodrigo". Este camino, predecesor histórico de la actual carretera EX-370 que lleva a Carcaboso, Montehermoso y Pozuelo de Zarzón, salía recto de la ciudad hacia el oeste desde la zona del puente, pero actualmente está cortado por la carretera N-630. También podían usar este acceso quienes entraban a la ciudad desde Galisteo y Coria, como demuestra su cercanía a la puerta de Coria; sin embargo, quienes seguían esta ruta podían fácilmente optar por un camino alternativo que les llevaba al puente de Trujillo.

## Historia y descripción

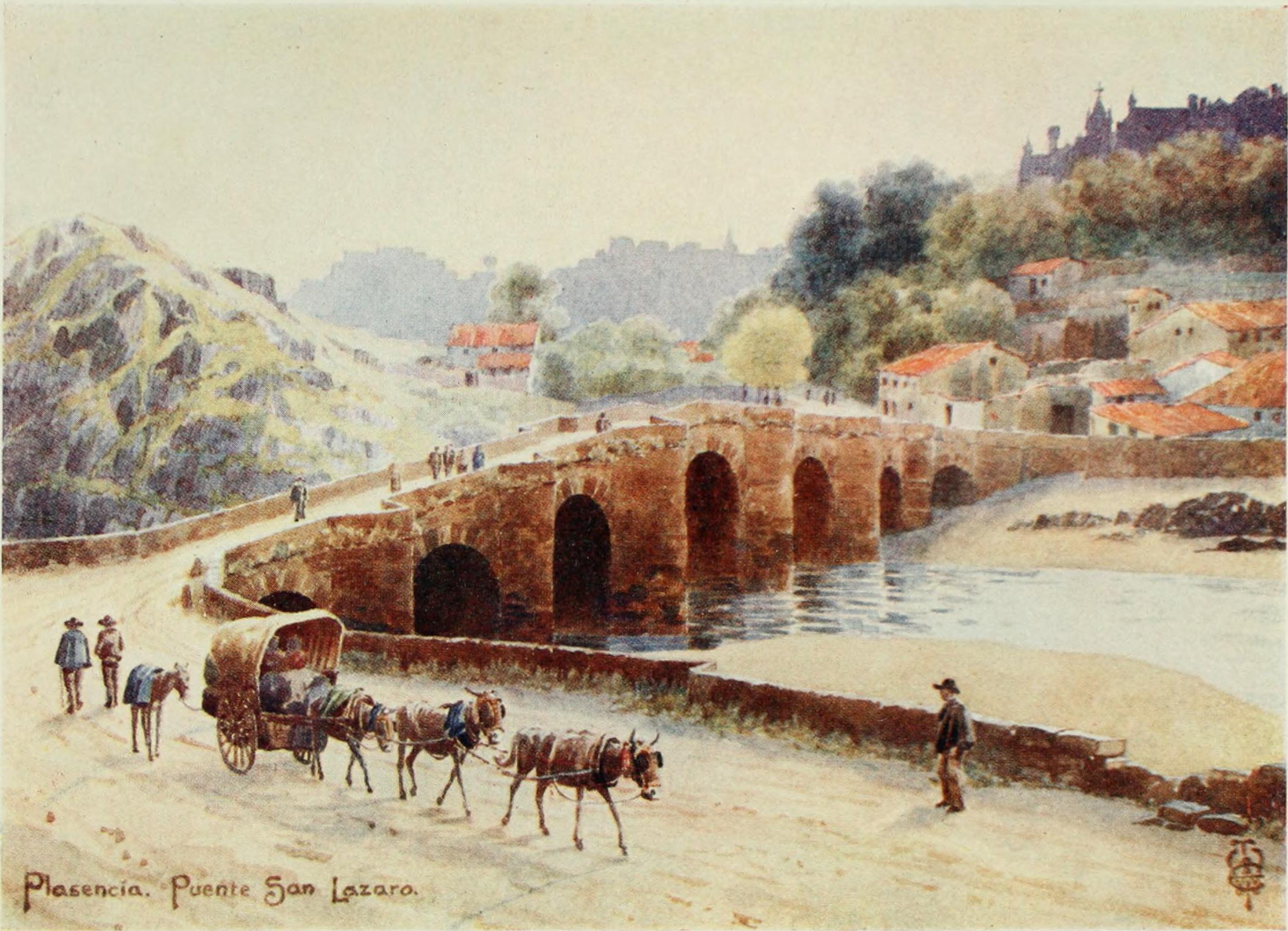
El puente en 1906, dibujado por Sir Edgar Thomas Ainger Wigram

Es el más antiguo de los puentes que tiene Plasencia sobre el Jerte. Su origen es medieval, aunque su antigüedad es desconocida, señalando los historiadores diversas posibles fechas de construcción entre los siglos XIII y XV.[cita requerida] Un documento de 1428 menciona al puente de San Lázaro como el único puente de piedra que cruzaba el río junto a la ciudad. Sin embargo, la estructura actual data de mucho después de 1498, cuando una crecida del río destruyó el puente medieval. Se terminó de consolidar la estructura en 1538, en una obra en la que participó el aparejador Martín de la Ordieta, que en 1532 había trabajado en el puente de Alcántara. La lentitud en la reparación se debió principalmente a las dificultades que tuvo el concejo de Plasencia para distribuir la financiación con los de los pueblos que más usaban el puente en aquella época, que eran principalmente Carcaboso y Montehermoso. El puente recibe su nombre porque en sus inmediaciones se ubicó entre los siglos XIII y XV el hospital de San Lázaro, un lazareto para enfermos de lepra.
Lo que de su origen conserva es la doble inclinación de los dos trozos o tramos que lo constituyen y se juntan en medio en ángulo obtuso, y los pilares de vetusta sillería. Lo reconstruido son los arcos, de medio punto y de pizarra y cal, que originariamente serían apuntados y con sillares. Hoy dichos arcos u ojos son siete, de los cuales el central es el mayor. Los seis pilares que separan los arcos cuentan con tajamares de planta triangular mirando río arriba; la parte superior de estos tajamares, unido a algunos huecos más redondeados en su lado contrario, servía históricamente para apartarse cuando se encontraban dos carros. Tanto el piso como los pretiles están construidos con losas de cantería.

## Uso actual

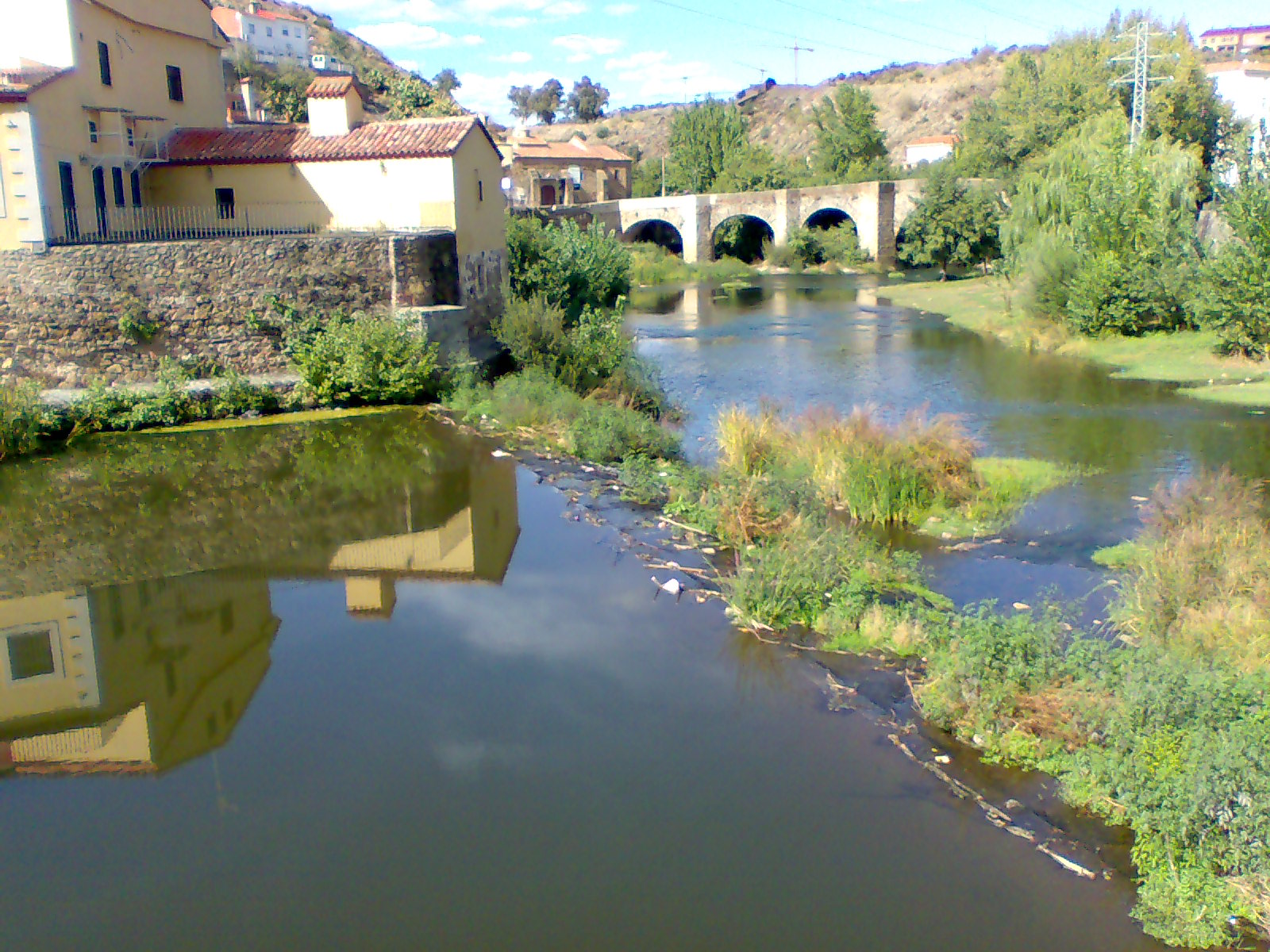
Vista del puente de San Lázaro desde el vecino puente de Tenerías

El puente continúa actualmente abierto al tráfico de motor, pero únicamente para salir de San Lázaro, y limitado a vehículos no superiores a 5 m de longitud y 3,5 m de ancho; si no se cumplen estos requisitos, para cruzar el río con un vehículo debe usarse el vecino puente de Tenerías. El Plan General Municipal de Plasencia de 2015 protege el puente como monumento de relevancia local.
A pesar de la importancia histórica del puente, actualmente se mantiene fuera de las principales rutas turísticas debido a los problemas que sufre el barrio de San Lázaro, como la presencia de numerosos toxicómanos y la acumulación de basuras en el cauce fluvial, esto último hasta el punto de que han llegado a aparecer en el río los propios contenedores. Sin embargo, debe tenerse en cuenta que Río Jerte es un barrio habitualmente muy transitado, cercano a la muralla y con diversos establecimientos comerciales abiertos, por lo que se puede visitar el puente sin riesgo si se accede de día y con las debidas precauciones. De hecho, en los últimos años se ha popularizado el entorno del puente como zona de observación de aves.